# Dekanat Głuszyca

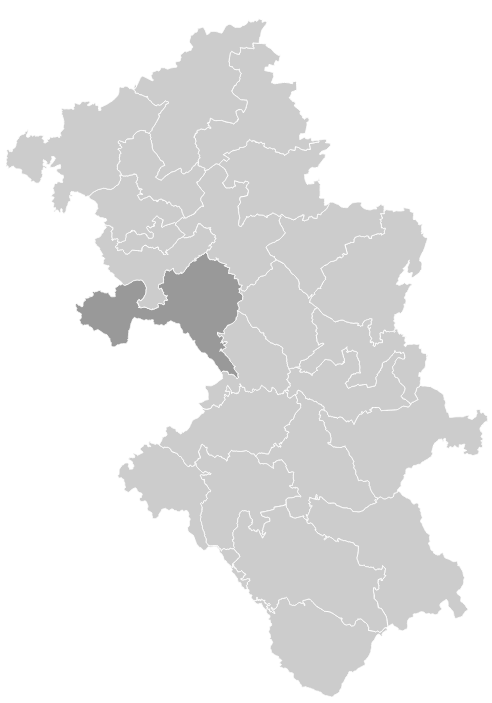
Położenie na mapie diecezji

Dekanat Głuszyca – jeden z 24 dekanatów w rzymskokatolickiej diecezji świdnickiej.
Dekanat znajduje się na terenie województwa dolnośląskiego, w większości w powiecie wałbrzyskim oraz po części w powiatach kamiennogórskim i kłodzkim. Jego siedziba ma miejsce w Głuszycy, w kościele Chrystusa Króla.

## Parafie i miejscowości
W skład dekanatu wchodzi 8 parafii:

### parafia Chrystusa Króla
- Głuszyca → kościół parafialny oraz kaplice mszalne św. Maksymiliana Marii Kolbego i św. Józefa
- Grzmiąca → kościół filialny Narodzenia NMP
  - Rybnica Mała

### parafia Matki Bożej Królowej Polski
- Głuszyca → kościół parafialny
  - Zimna
- Głuszyca Górna → kościół pomocniczy Wniebowzięcia NMP
- Kolce
- Łomnica
  - Radosna
  - Trzy Strugi
- Sierpnica → kościół filialny NMP Śnieżnej

### parafia Trójcy Świętej
- Jedlina-Zdrój → kościół parafialny i poewangelicki kościół pomocniczy bez wezwania
  - Glinica
  - Gliniczka
  - Jedlinka
  - Kamieńsk → kościół pomocniczy Wniebowzięcia NMP
  - Pokrzywianka
  - Suliszów

### parafia św. Michała Archanioła
- Dobromyśl
- Golińsk
- Kochanów → kościół św. Mateusza Ewangelisty
- Kowalowa
- Mieroszów → kościół parafialny
- Nowe Siodło
- Łączna
- Różana

### parafia Matki Bożej Królowej Świata
- Sokołowsko → kościół parafialny
- Unisław Śląski → kościół filialny Wniebowzięcia NMP

### parafia św. Mikołaja
- Bartnica → kaplica Miłosierdzia Bożego
  - Nowa Głuszyca
  - Wyrębina
- Dworki
  - Sośnina
- Krajanów → kościół filialny św. Jerzego
  - Bytkowice
- Sokolica
- Świerki → kościół parafialny
  - Granicznik
  - Świerki Dolne
  - Świerki Kłodzkie
  - Wrześnik

### parafia św. Barbary
- Glinno → kościół filialny NMP Bolesnej
- Jugowice → kaplica Najśw. Serca Pana Jezusa
- Michałkowa → kościół filialny św. Anny
  - Boreczna
- Rzeczka → kościół filialny św. Maksymiliana Marii Kolbego
- Walim → kościół parafialny i kościół pomocniczy św. Jadwigi
  - Sędzimierz

### parafia Podwyższenia Krzyża Świętego
- Niedźwiedzica → kościół filialny św. Mikołaja
- Olszyniec → kościół filialny św. Anny
  - Podlesie
- Zagórze Śląskie → kościół parafialny

Powyższy wykaz przedstawia wszystkie miasta, wsie oraz dzielnice miast, przysiółki wsi i osady w dekanacie.